# 1998年オキシデンタル・ペトロリアム ボーイング737墜落事故
1998年オキシデンタル・ペトロリアム ボーイング737墜落事故（1998ねんオキシデンタル・ペトロリアム ボーイング737ついらくじこ）は、1998年5月5日に発生した航空事故である。コロネル・FAP・フランシスコ・セカダ・ビグネッタ国際空港からアルフェレス・FAP・アルフレド・ウラジーミル・サラ・バウアー空港へと向かっていたオキシデンタル・ペトロリアムのチャーター機（ボーイング737-282）が空港へのアプローチ中に墜落し、乗員乗客88人中75人が死亡した。

## 事故機
事故機のボーイング737-282（FAP-351）は製造番号23041として製造され、1983年4月25日に初飛行した。エンジンはプラット・アンド・ホイットニー JT8D-17Aを搭載しており、総飛行時間は37,129時間、離着陸回数は23,935回であった。また、当機は事故の数週間前にペルー空軍に渡ったばかりであった。

## 事故の経緯
事故機はコロネル・FAP・フランシスコ・セカダ・ビグネッタ国際空港を離陸し、現地時間21時17分にアルフェレス・FAP・アルフレド・ウラジーミル・サラ・バウアー空港に到着する予定であった。しかし、同空港へのアプローチ中の21時30分頃に空港から3マイル(4.8km)の地点に墜落し、乗員乗客88人中75人が死亡した。
天候不良のため医療チームの事故現場への到着が1日以上遅れ、生存者は豪雨の中担架で現地の医療施設へと運ばれた。これは、悪天候によってヘリコプターが使用できなかったためである。その後、ペルー空軍の救援機（ボーイング737）が医療チームや専門家、警察の捜査官を乗せてアンドアスへと向かった。